# 佐藤日向
佐藤日向（日语：／ Satō Hinata，1998年12月23日—），是日本的女性聲優、偶像和模特兒。所屬事務所是Amuse。是櫻花學院的前成員。出生於新潟縣。

## 簡歷
在山形縣出生並在那裡長大到2歲，後來搬到新潟縣，在那裡她開始作為兒童服裝品牌的目錄模特兒。她從幼稚園時代就開始從事演藝活動，因為她崇拜武藤彩未。她一直住在新潟縣直到小學三年級。
2006年加入Amuse。受到武藤的影響，她通過了偶像組合櫻花學院的試鏡，並從2010年4月開始作為該組合的成員活動，同年12月以單曲「夢に向かって/Hello! IVY」正式出道。參與俱樂部活動期間，她參加了「Twinklestars」和「科學部 科學究明機構ロヂカ?」的活動。2013年5月5日，在「櫻花學院2013年度〜轉入式〜」活動中，她被任命為櫻花學院的「心情委員長」。然後在2014年3月，她從櫻花學院畢業。

## 出演作品
參照《櫻花學院》、《Twinklestars》、《科學究明機構Logica?》

### 電視劇
- 鋼之女 第一季（2010年 佐藤明里）
- 鋼之女 第二季（2011年 佐藤明里）
- 新棄檢之女 第2話（2016年 きらりーな）
- 電視劇24 Byplayers：如果這6名配角共同生活的話 第5話（2017年 佐藤日向⟨本人⟩）
- 只是先出生的我（2017年 河村さとみ）

### 電視動畫
2010年代
- 東京妖怪圖鑑（2014年 - 2015年 柄澤凜[9]）
- LoveLive! Sunshine!!（2016年 鹿角理亞）
- LoveLive! Sunshine!! 第2期（2017年 鹿角理亞）
- 少女☆歌劇 Revue Starlight（2018年 星見純那）

2021年
- D4DJ First Mix（福島乃愛）
- D4DJ Petit Mix（福島乃愛）
- D4DJ All Mix（福島乃愛）

2022年
- 嬰兒本部長（乘客A[10]、廣播[11]）
- Project Sekai（曉山瑞希）
- Healer Girl 歌癒少女（少女）
- 繼母的拖油瓶是我的前女友（種里竹馬[12]）
- VAZZROCK THE ANIMATION（同班男生）
- SPY×FAMILY間諜家家酒（伊甸學園學生）

2023年
- 躍動青春（女學生）
- 闇影詩章F（小孩）
- SHY（大衛的朋友）

2024年
- 花野井同學與戀愛病（同學）

2025年
- 超超超超超喜歡你的100個女朋友 第二期（巣天ゴサ子）
- WITCH WATCH 魔女守護者（桃田〈幼少期〉）

### 動畫電影
2019年
- Love Live! Sunshine!! 學園偶像電影～彩虹彼端～（鹿角理亞）

2020年
- 少女☆歌劇 Revue Starlight Rondo Rondo Rondo（星見純那）

2021年
- 劇場版 少女☆歌劇 Revue Starlight（星見純那）

2025年
- 劇場版 世界計畫 崩壞的世界與無法歌唱的初音未來（曉山瑞希[13]）

### 網路動畫
- 少女☆寸劇 All Starlight（2019年 星見純那）
- 25點，Nightcord見。 Journey to Bloom『SELF』（2023年 曉山瑞希）
- 怪物彈珠 艾兒 墮天之覺醒（2024年 學生）

### 電影
- 茅崎物語～MY LITTLE HOME TOWN～（2017年）
- 黑金Dogs 8（2018年 湯澤美穂）
- 編集靈 deleted（2023年 和佐[14]）

### 遊戲
2010年代
- Love Live! 學園偶像祭（2017年 - 2018年 鹿角理亞）
- 趴趴玩偶Love Live!（2018年 鹿角理亞）
- 少女歌劇Revue Starlight -Re LIVE-（2018年 - 2024年 星見純那）

- 棕色塵埃（2019年 英格利得[15]）

2020年
- D4DJ Groovy Mix（2020年 - 2025年 福島乃愛[16]）
- 世界計畫 繽紛舞台！ feat.初音未來（2020年 - 2024年 曉山瑞希）

2021年
- Love Live! 學園偶像祭 ～after school ACTIVITY～ Wai-Wai! Home Meeting!!（鹿角理亞[17]）
- 動物朋友3（黑尾鷗[18]）

2022年
- 賽馬娘 Pretty Derby（2022年 - 2024年 凱斯奇蹟[19]）

2023年
- 逆轉奧賽羅尼亞
- 刺客教條：幻象
- 碧藍航線（瑪麗·賽勒斯特）

2024年
- 少女☆歌劇 Revue Starlight Revue Starlight El Dorado（星見純那[20]）
- CLOSERS（伊莉雅[21]）

2025年
- 怪物彈珠（立花道雪[22]）
- 刺客教條：暗影者 [23]

### 網路節目
- 佐藤さん家の日向ちゃん（2019年）
- D4DJスペシャル生放送-STAY TUNE!-（2019年5月13日）

### 廣播
- 少女☆歌劇 Revue Starlight（2018年 - 2023年）
- 佐藤日向・小泉萌香のバトってダイナソー☆（2020年 - 2024年 音泉）[24]
- 25點，在夜之電台。（2020年 - 2023年）
- 佐藤日向の公式っぽいらじお（2022年）[25]
- 少女☆歌劇 Revue Starlight presents オールスタァラジオ（2023年）[26]

### 舞台劇
- 《The Coast of Utopia》
- 《再見女郎 The Goodbye Girl》- Cynthia
- 《秋櫻學園合唱部》- 櫻井明日香
- 《清秀佳人 Anne of Green Gables》- 少年時期戴安娜
- 《少女☆歌劇Revue Starlight》- 星見純那
- 《Cutie Honey Emotional》- Jumper Honey
- 《王妃の帰還》- 村上惠理菜
- 《賽馬娘 Pretty Derby 〜Sprinters’ Story〜》- 凱斯奇蹟
- 《秋葉原冥途戰爭〜浪速喰い倒れ狂騒曲〜》- 主演・和平奈古美
- 《笑わせんな》- 田中美憂
- 《ト音》- 長谷川

### 演唱會
- 《Saint Snow PRESENTS LOVELIVE! SUNSHINE!! HAKODATE UNIT CARNIVAL》
- 《LoveLive! Sunshine!! Aqours 3rd LoveLive! Tour ～WONDERFUL STORIES～》
- 《Aqours 4th LoveLive! ~Sailing to the Sunshine~》
- 《Aqours 5th LoveLive! ~Next SPARKLING!!~》
- 《LoveLive! Series 9th Anniversary LOVE LIVE! FEST》
- 《少女☆歌劇 Revue Starlight 1st STARLIVE 「Starry Sky」》
- 《少女☆歌劇 Revue Starlight 2nd STARLIVE 「Starry Desert」》
- 《少女☆歌劇 Revue Starlight Orchestra Live 「Starry Konzert」》
- 《少女☆歌劇 Revue Starlight 3rd STARLIVE 「Starry Diamond」》
- 《劇場版 少女☆歌劇 Revue Starlight Orchestra Concert》
- 《劇場版 少女☆歌劇 Revue Starlight Orchestra Concert - revival》
- 《少女☆歌劇 Revue Starlight BAND LIVE 「Starry Session」 revival》

## 音樂CD

### 櫻花學院相關
參照《櫻花學院》、《Twinklestars》、《科學究明機構Logica?》

## 外部連結
- 佐藤 日向（页面存档备份，存于） - アミューズ
- 佐藤日向的X（前Twitter）
- 佐藤日向的Instagram帳戶
- アミューズ的Facebook專頁